# Umm Rusa Tahtani
Umm Rusa Tahtani (arab. أم روثة تحتاني) – wieś w Syrii, w muhafazie Aleppo, w dystrykcie Dżarabulus. W 2004 roku liczyła 306 mieszkańców.